# Helgolandès
Helgolandès (halunder) és el nom del dialecte del frisó septentrional parlat a l'illa d'Helgoland, al Mar del Nord. És un dels parlars insulars nordfrisons, juntament amb fering, Öömrang, i söl'ring. Encara és parlada per uns centenars dels seus 1.650 habitants i també és ensenyada a l'escola.
En contrast amb les parles del districte de Nordfriesland, aquest dialecte té una influència relativament petita del danès i jutlandès, però ha estat sota la influència de baixa intensitat alemany. De manera significativa, aquesta diferència es mostra en els préstecs: mentre que els altres dialectes els prenen del danès (per exemple fering ei, mooring ai) la utilitzada en la ni derivats de baix alemany.